# 機械通氣
机械通气（mechanical ventilation）或机械换气，又称辅助通气（assisted ventilation），是利用机械装置（呼吸机）来代替、改善或控制自主呼吸运动，以维持通气和换气功能的呼吸支持技术。
机械通气有助于空气进出肺部，其主要目标是帮助输送氧气和去除二氧化碳，可纠正低氧血症和高碳酸血症及其导致的病理生理和代谢改变，对通气或为呼吸功能不全的患者起到生命支持作用，为基础疾病的治疗创造条件。
使用机械通气的原因有很多，包括由于机械的或神经系统的原因而要保护气道，以便能确保肺部有足够的氧合，或是从肺部去除多余的二氧化碳。各种醫療衛生提供者都有使用机械通气，而需要呼吸机的人通常都會在加護病房接受监测。
如果机械通气涉及在氣管内產生气道的器械，则称为侵入性通气。这可以通过许多器械来实现，最常见的是通过气管內插管。对于有意识的人的非侵入性通气，可使用面罩或鼻罩。
机械通气的两个主要类型包括正压通气和负压通气，前者是将空气通过呼吸道推入肺部，后者是将空气拉入肺部。机械通气有许多具体的模式，其專業名称随着這几十年来技术的不断发展也在不断修订。

## 历史

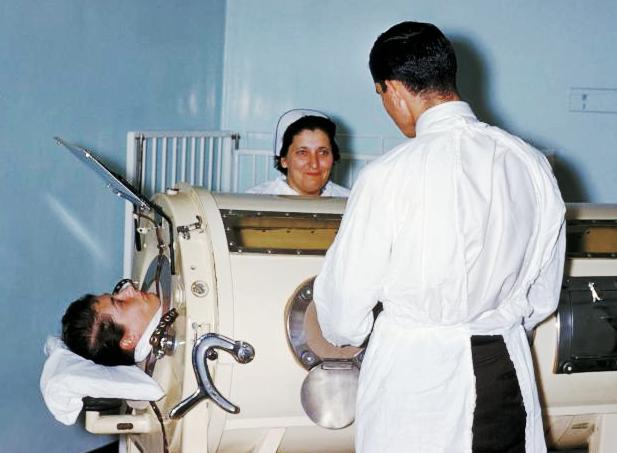
小儿麻痹症流行期间，医院工作人员使用铁肺罐式呼吸器检查一名患者。该机器在胸腔周围产生负压，从而使空气涌入肺部以平衡肺内压。

希腊医生盖伦有可能是第一个描述机械通气的人：“如果你带走一只死去的动物，用它的喉部（通过一根芦苇）吹气，你会填满它的支气管，看着它的肺得到最大的膨胀。”在 1600 年代，罗伯特·胡克对狗进行了实验来证明这一概念。安德雷亚斯·维萨里也通过将芦苇或手杖插入动物的氣管来描述通风。这些实验都比发现氧气以及氧氣在呼吸中的作用來得早。 1908 年，乔治·坡展示了他的机械呼吸器，他让狗窒息，似乎让它们起死回生。这些实验都展示了正压通气。
要实现负压通气，必须有低于大气压的压力才能将空气吸入肺部。这是在19世纪后期首次实现的，那时 John Dalziel 和 Alfred Jones 独立开发了箱式呼吸机，其中通过将患者放置在一个箱子内来实现通氣，该箱子将身体封闭在一个低于大气压的箱子中。这台机器被通俗地称为鐵肺，它经历了多次迭代的发展。在1900年代小儿麻痹症流行期间，铁肺的使用变得普遍。
早期的呼吸机的型式是没有將控制呼吸這個功能集成在裏面，且吸气和呼气的比例被限制在1：1。在1970年代，间歇性强制通气和同步间歇性强制通气開始被引進。这些通气方式都有控制呼吸的功能，使得病人可以在呼與吸之间进行呼吸。

## 用途

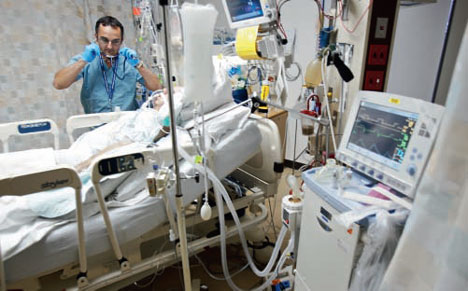
呼吸治疗师（簡稱RT）在加護病房检查一名机械通气患者。RT参与通气處理的优化、调整和撤机

当患者的自主呼吸不足以维持生命时，需要进行机械通气。它也可能在预期其他生理功能即将崩溃或肺部气体交换无效时出现。由于机械通气仅用于为呼吸提供帮助，并不能治愈疾病，因此应該依序確認和治疗患者的潜在状况，以便随着时间的推移得到解决。患者入住 ICU 的主要原因之一是提供机械通气。在机械通气中监测患者有许多临床应用：增强对病理生理学的理解、辅助诊断、指导患者處理、避免并发症和评估趋势。通常，启动机械通气是为了保护气道或是减少呼吸所需要的努力。
机械通气的常见特定医学指征包括：
- 外科手术
- 急性肺损伤，包括急性呼吸窘迫症候群(ARDS)、[9]创伤或COVID-19 [10]
- 肺炎
- 肺出血
- 呼吸中止伴隨呼吸暂停
- 低氧血症[11]
- 需要插管的急性重症哮喘
- 阻塞，例如肿瘤
- 酸/碱紊乱，例如呼吸性酸中毒
- 神经系统疾病，如肌肉萎缩症、肌萎缩侧索硬化症（ALS）、格林－巴利综合征、重症肌無力等。
- 患有新生儿呼吸窘迫综合征的新生儿早产儿
- 由于肉毒杆菌中毒引起的呼吸肌麻痹而导致的呼吸衰竭[12]

机械通气通常是作為短期措施。如果患者患有需要长期通气協助的慢性疾病，则可以在家中或在护理或康复机构中使用它。

## 风险和并发症
机械通气通常是一种挽救生命的干预措施，但也会带来潜在的并发症。直接源于呼吸机设置的正压通气的常见并发症包括容積損傷和壓力損傷 。这包括氣胸、皮下氣腫、纵隔气肿和气腹。另一个有据可查的并发症是呼吸机相关的肺损伤，其表现为急性呼吸窘迫综合征。其他并发症包括膈肌萎缩、心输出量减少、和氧中毒。机械通气患者出现的主要并发症之一是急性肺损伤 （ALI）/急性呼吸窘迫综合征（ARDS）。 ALI/ARDS 被认为是导致患者发病率和死亡率的重要因素。
身为重症醫學的一部分，长时间的通气在许多醫療衛生系统中，是一种有限的资源。基於这个原因，开始通气和取消通气的决定可能会有伦理道德的疑慮，并且通常會涉及法律命令，例如拒絕心肺復甦術命令。
机械通气通常与许多痛苦的程序相关，并且程序本身可能会让人不舒服。对于需要阿片类药物治疗疼痛的婴儿，阿片类药物的潜在副作用包括喂食问题、胃和肠道活动问题、阿片类药物依赖的可能性和阿片类药物耐受性。

### 取下机械通气
取下机械通气的时间點——也称为撤机——是一个重要的考虑因素。需要机械通气的人若是能够支持自己的通气和氧合，则应考虑停止通气，并应持续评估。在考虑取下时，有几个客观参数需要查找，但並没有适用于所有患者的具体标准。
快速浅呼吸指数（RSBI，呼吸频率与潮气量的比值（f/VT），以前称为“Yang Tobin 指数”或“Tobin 指数”，是以Karl Yang博士和洛约拉大学医学中心的Martin J. Tobin教授的名字命名。是研究最充分和最常被使用的撤机预测因子之一，没有其他预测因子被证明是更好的。它在机械通气患者的前瞻性队列研究中得到描述，该研究发现RSBI>105次呼吸/分钟/升与撤机失败相关，而RSBI<105次呼吸/分钟/升预测撤机成功，具有敏感性、特异性、阳性预测值和阴性预测值分别为97%、64%、78%、95%。
进行自发呼吸试验是为了评估病人能够在没有呼吸机的情况下保持稳定和自主呼吸的可能性。这是通过改变模式来实现的，在这种模式下，他们必须触发呼吸，而呼吸支持只是为了补偿气管内管的额外阻力。
袖带泄漏测试是为了检测是否存在气道水肿，以显示拔管后喘息的机会。这是通过对袖带放气来检查空气是否开始在气管内导管周围泄漏。

## 机制
肺的功能是透过氧合和通气提供气体的交换。这种呼吸现象涉及气流、潮气量、顺应性、抵抗性和死腔的生理概念。其他相关概念包括肺泡通气、动脉 PaCO2、肺泡容积和FiO2。肺泡通气量是单位时间内到达肺泡并参与气体交换的气体量。 PaCO2 是动脉血中二氧化碳的分压，它决定了二氧化碳排出体外的能力。肺泡体积是每分钟进入和离开肺泡的空气量。机械死腔是呼吸机设计和功能中的另一个重要参数，定义为在机械设备中使用后再次呼吸的气体体积。

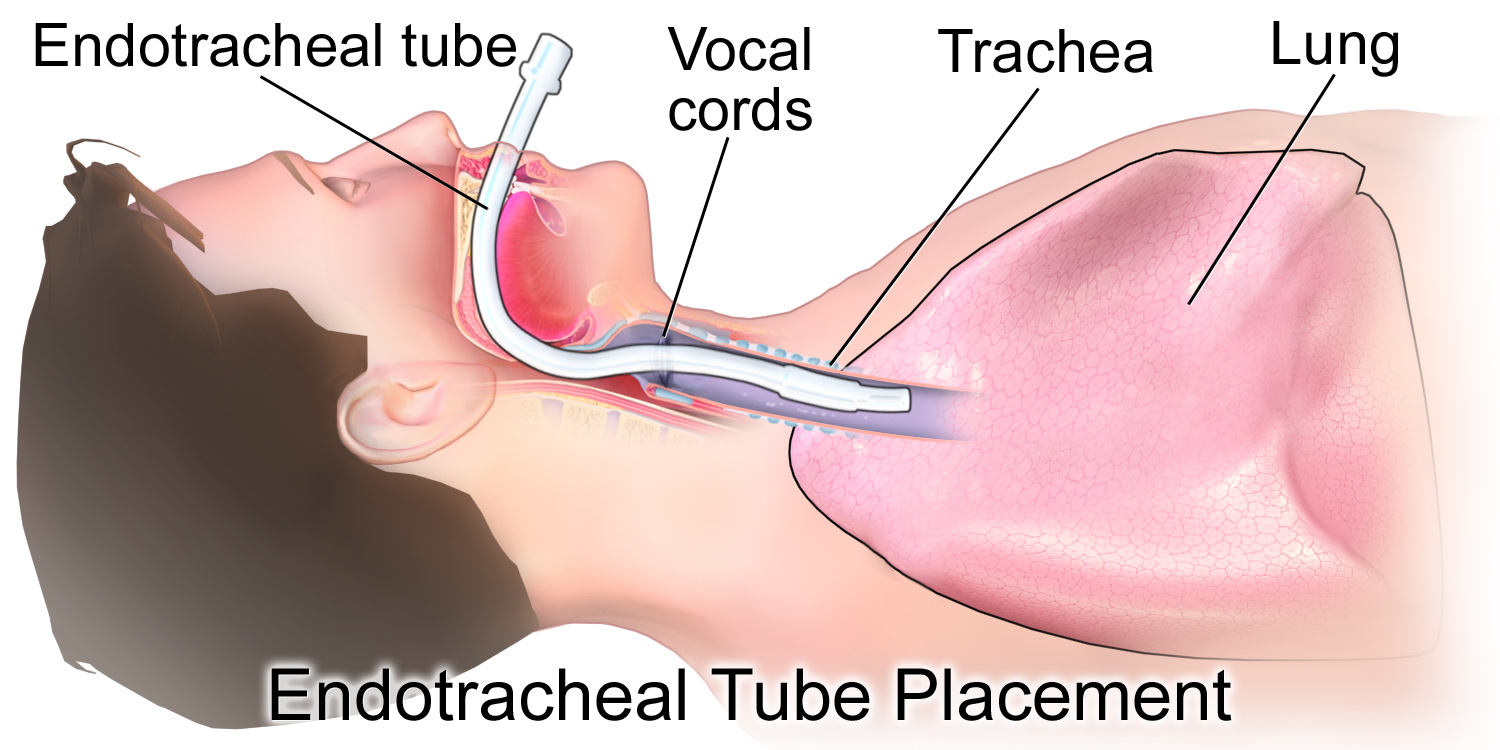
将患者的生理气道连接到呼吸机所需的气管內管放置图。

由于人体咽、喉、食道的解剖结构和需要通气的情况，在正压通气时，往往需要采取额外措施来保护气道，以使空气畅通无阻地进入气管，避免空气进入食道和胃。常用的方法是：插管，将一根管子插入气管，这为空气提供了一条暢通的通道。这可以是通过嘴或鼻子的自然开口插入的气管內管，也可以是通过颈部人工开口插入的氣管切開術。在其他情况下，一些简单的气道操作，口咽气道或喉罩气道，也可以用。如果患者能够保护自己的气道并使用无创通气或负压通气，则可能不需要气道辅助装置。
鴉片類藥物等止痛药有时用于需要用在机械通气的成人和婴儿。但对于需要机械通气的早产儿或足月儿，並没有强而有力的证据表明这些程序也可以使用常规的阿片类药物或镇静剂，然而，一些需要机械通气的特定婴儿可能需要使用阿片类药物等止痛药。目前尚不清楚可乐定作为需要机械通气的早产儿和足月儿的鎮靜劑是否安全或有效。
最初当100%氧气（1.00 FiO
2）用于成人，很容易以计算下一个需要使用的FiO
2，并且容易估计分流比率。估计的分流比率是指未被吸收到循环中的氧气量。在正常生理中，氧气和二氧化碳的气体交换发生在肺泡階段。分流的存在是指阻碍这种气体交换的任何过程，导致吸入的氧气被浪费，未含氧的血液流回左心室，它是最终为脱氧的血液提供空間的地方。当使用100%氧气时，分流度估计为700mmHg - 從测量PaO
2得到的值。对于每100 mmHg的差异，分流比率为5%。超过25%的分流应促使寻找这种低氧血症的原因，例如主干插管或氣胸，并应进行相应的治疗。如果不存在此类并发症，则必须寻找其他原因，并且应使用呼氣末期正壓（PEEP）治疗这种肺内分流。其他导致分流的原因包括：
- 主要的肺塌陷引起的肺泡塌陷[34]
- 肺泡中积聚了气体以外的物质，例如肺炎引起的脓液、急性呼吸窘迫症候群引起的水和蛋白质、充血性心力衰竭引起的水或出血引起的血液[34]

## 技术

### 模式
机械通气利用几个独立的系统进行通气，称作是模式。模式有许多不同的交付的概念，但所有模式都属于三个类别之一；体积循环、压力循环、自发循环。一种相对较新的通风模式是流控（flow-controlled）通风（FCV）。FCV是一种完全动态的模式，没有明显的 "无流量 "时期。它的基础是创造一个稳定的气流进入或流出病人的肺部，分别产生一个吸气或呼气。这导致了气管内压力的线性增加和减少。与传统的通气模式相比，由于有控制的呼气，没有突然的胸内压下降。此外，这种模式允许使用细的气管导管（约2-10毫米内径）为病人通气，因为呼气得到积极的支持。一般来说，为特定患者选择使用哪种机械通气模式取决于临床医生們对模式的熟悉程度以及某個机构中的某項设备的可用性。

## 通风的类型

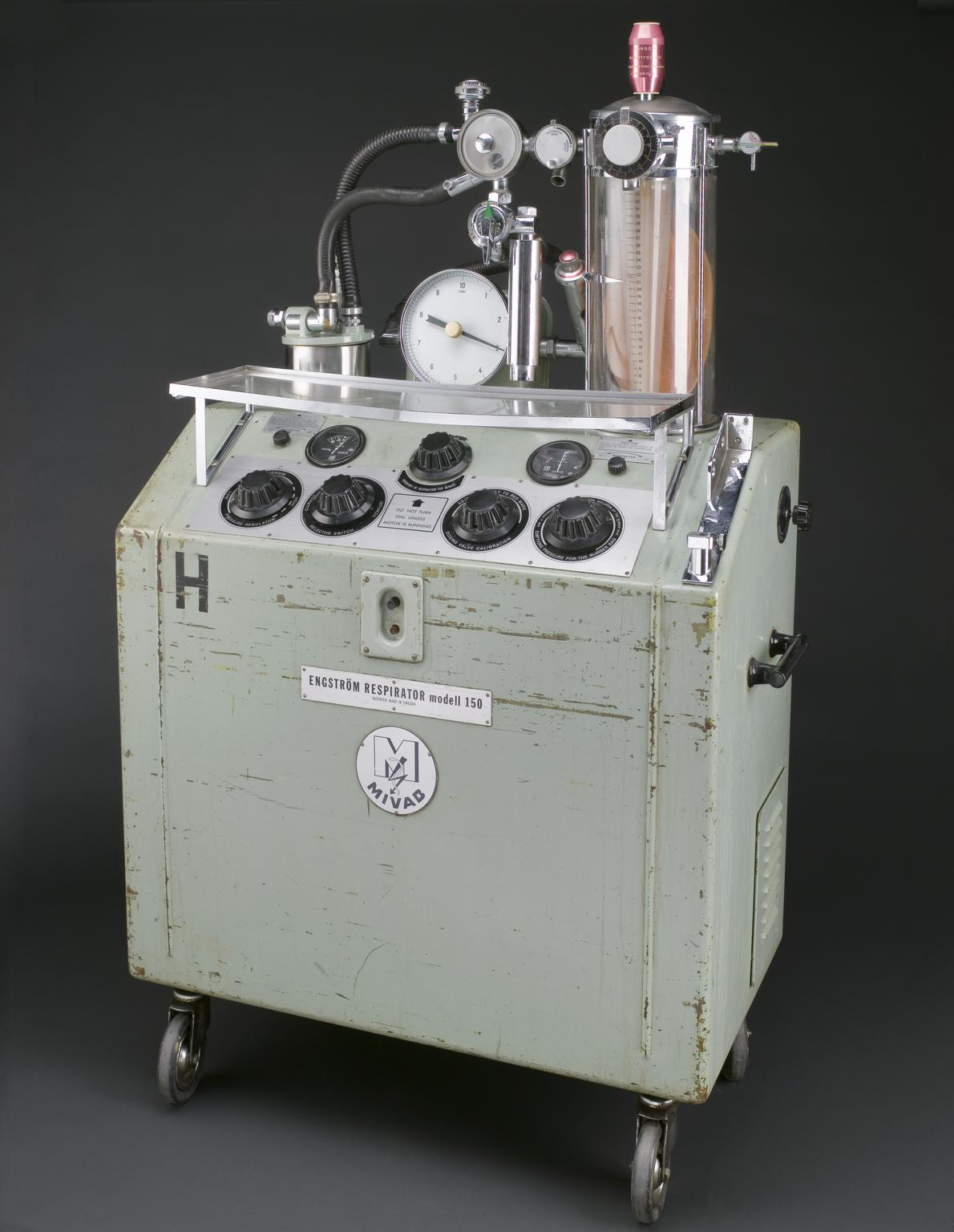
卡尔-贡纳尔-恩斯特伦在1950年发明了最早之一的间歇性正压呼吸机，它使用放置在气管内的气管导管将空气直接送入肺部。

#### 正压
现代的正压呼吸机的设计，主要是基于二战期间军方为高空战斗机飞行员提供氧气的技术发展。随着带有大容量低压力的袖带的安全气管內管被开发出来，这种呼吸机取代了铁肺。在1950年代的斯堪的纳维亚半島和美国的小儿麻痹症流行期间，正压呼吸机的普及率上升，是现代通气治疗的开端。通过气管切开管，由人工供應50%氧气的正压降低了小儿麻痹症和呼吸麻痹患者的死亡率。然而，由于这种人工干预需要大量的人力，机械正压呼吸机变得越来越流行。
正压呼吸机的工作原理是通过气管內管或气管造口管增加患者的气道裏的压力。正压會讓空气流入气道，直到呼吸机的這次呼吸結束。然后，气道裏的压力降至零，此時胸壁和肺部裏弹性的反彈力就會推动潮气量——透过被动呼气的哈氣。

#### 负压机
负压机械呼吸机製造時有小型、现场型和大型等等形式。小型设备的著名设计被称为胸甲，这是一种壳状物，使用合适的外壳和软气囊的组合仅对胸部产生负压。近年来，该设备已使用具有多个密封件的各种尺寸的聚碳酸酯外壳和高压振荡泵制造，以进行双相胸甲通气。它的主要用途是用于具有一些残余肌肉功能的神经肌肉疾病患者。后來，有更大的型式可以用，特别是在英国的小儿麻痹症医院，如伦敦的圣托马斯医院和牛津的约翰拉德克利夫医院。
较大的装置起源于铁肺，也称为Drinker and Shaw箱，它由J.H Emerson公司于1928年开发，是最早用于长期通风的负压机器之一。它在20世纪得到大幅地改进和使用，主要是由于1940年代席卷世界的小儿麻痹症流行。该机器实际上是一个大型细长水箱，将患者包裹到颈部。颈部用橡胶垫圈密封，使患者的臉部（和气道）暴露在室内空气中。虽然氧气和二氧化碳在血液和肺部空隙之间的交换是通过扩散作用进行的，不需要做任何外部工作，但空气必须被移入和移出肺部以使其可用于氣體交換过程。在自主呼吸中，由呼吸肌在胸膜腔内产生负压，由此在大气压力和胸腔内的压力之间产生梯度，因而产生了气流。在铁肺中，通过泵，空气被机械抽出，使槽内产生真空，因而产生负压。这种负压会导致胸部扩张，从而导致肺内压降低，并增加环境空气进入肺部的流量。随着真空的释放，槽内的压力与环境压力相等，胸部和肺部的弹性反彈力导致被动呼气。然而，当真空产生时，腹部也会随着肺一起扩张，切断回流到心脏的静脉，导致静脉血在下肢汇集。患者可以正常说话和吃饭，并且可以通过一系列精心佈置的镜子看到世界。有些人可以非常成功地在这些铁肺中維持数年。
全身设计的一些问题是，比如无法控制吸气和呼气的比例以及流速。这种设计还导致血液积聚在腿部。

#### 间歇性腹压呼吸机
另一种类型是间歇性腹压呼吸机，它藉由一個膨胀的气囊从外部施加压力，强制呼气，有时称为吐气。第一个这样的装置是布保二氏人工呼吸器（Bragg-Paul pulsator）。由Puritan Bennett所制造的Pneumobelt是一种此类设备的名称，它在一定程度上已成为该类型的通用名称。

### 振盪器

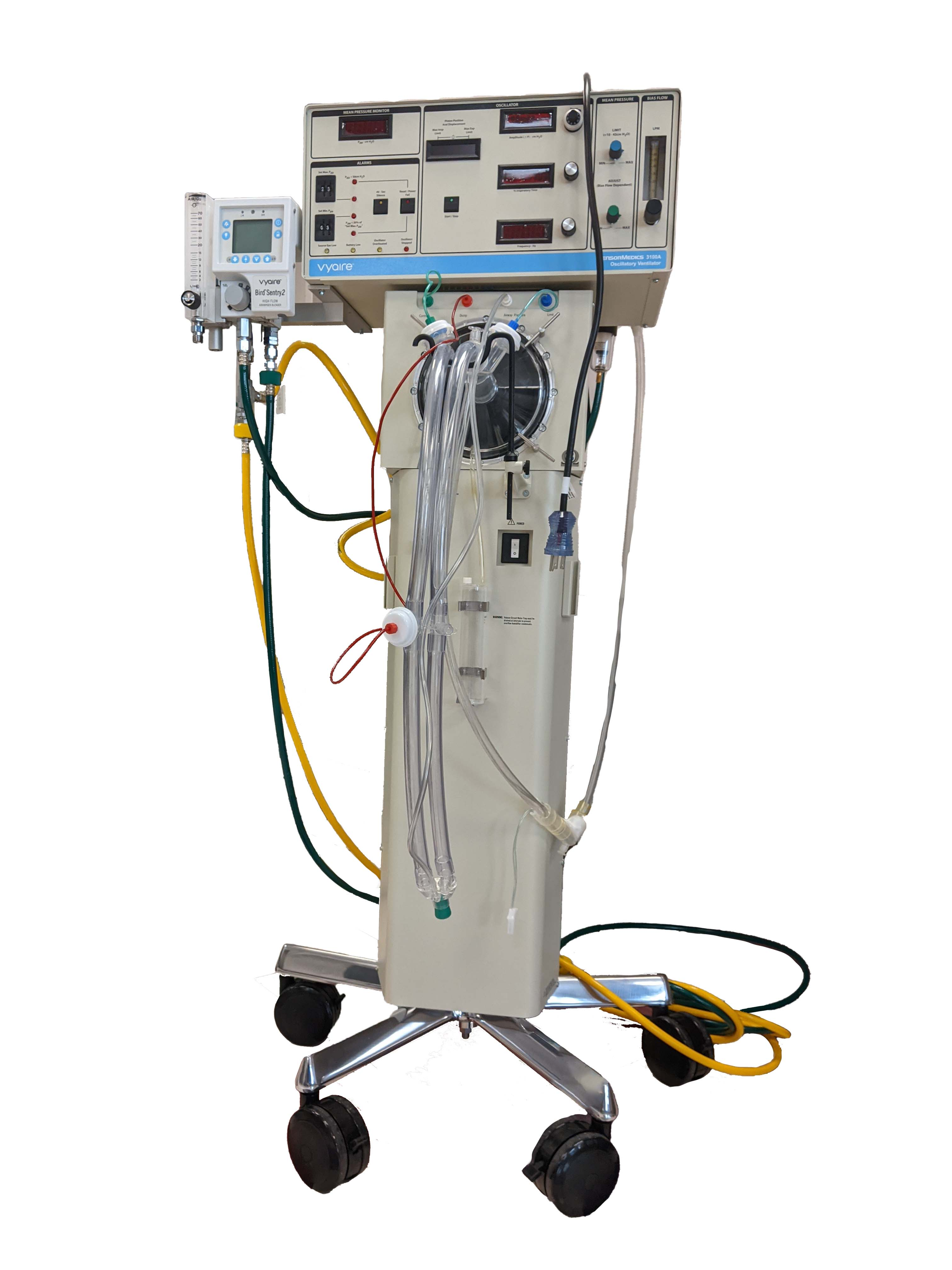
3100A Oscillator

最常用的高频呼吸机和唯一在美国被批准的是Vyaire Medical公司的3100A。它的工作原理是通过设置振幅和以赫兹为单位的高频率，使用非常小的潮气量。这种类型的通气主要用于常规通气失败的新生儿和儿科病人。

### 高频喷射呼吸机
第一種为新生儿制造的高频呼吸机，也是唯一的喷射式呼吸机，是由Bunnell公司所制造。它与单独的持續強制通氣呼吸机（CMV）配合使用，为控制呼吸和PEEP增加脉冲空气。

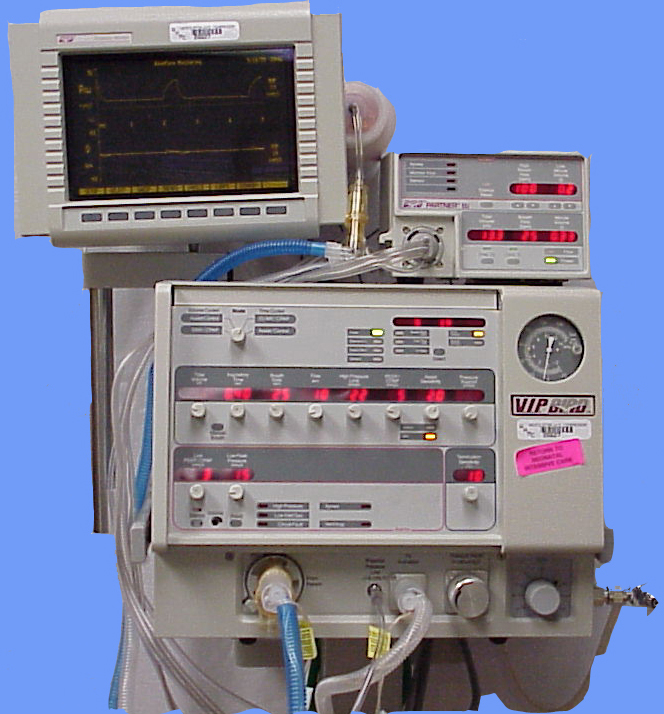
Neonatal Jet ventilator

## 监控
病人被送入ICU的主要原因之一是为了进行机械通气。监测机械通气的病人有许多临床应用：加强对病理生理学的理解、帮助诊断、指导病人管理、避免并发症、并评估趋势。
通气的患者之中，在滴定FIO2时通常使用脉搏血氧仪。 Spo2的可靠目标是大于95%。
病人的总PEEP可以通过在呼吸机上做呼气保持来确定。如果它高于设定的PEEP，这表明有空气滞留。
高原压力可以通过做吸气保持来发现。这显示了病人的肺部所经历的实际压力。
循环可以用来观察病人肺部发生的情况。这包括流量-容积和压力-容积循环。它们可以显示顺应性和阻力的变化。
功能餘氣量可以在使用奇異工作站时被決定。
大多数现代呼吸机都有基本的监测工具。也有独立于呼吸机工作的监视器，允许在移除呼吸机后对患者进行测量，例如氣管测试。

## 呼吸机的种类

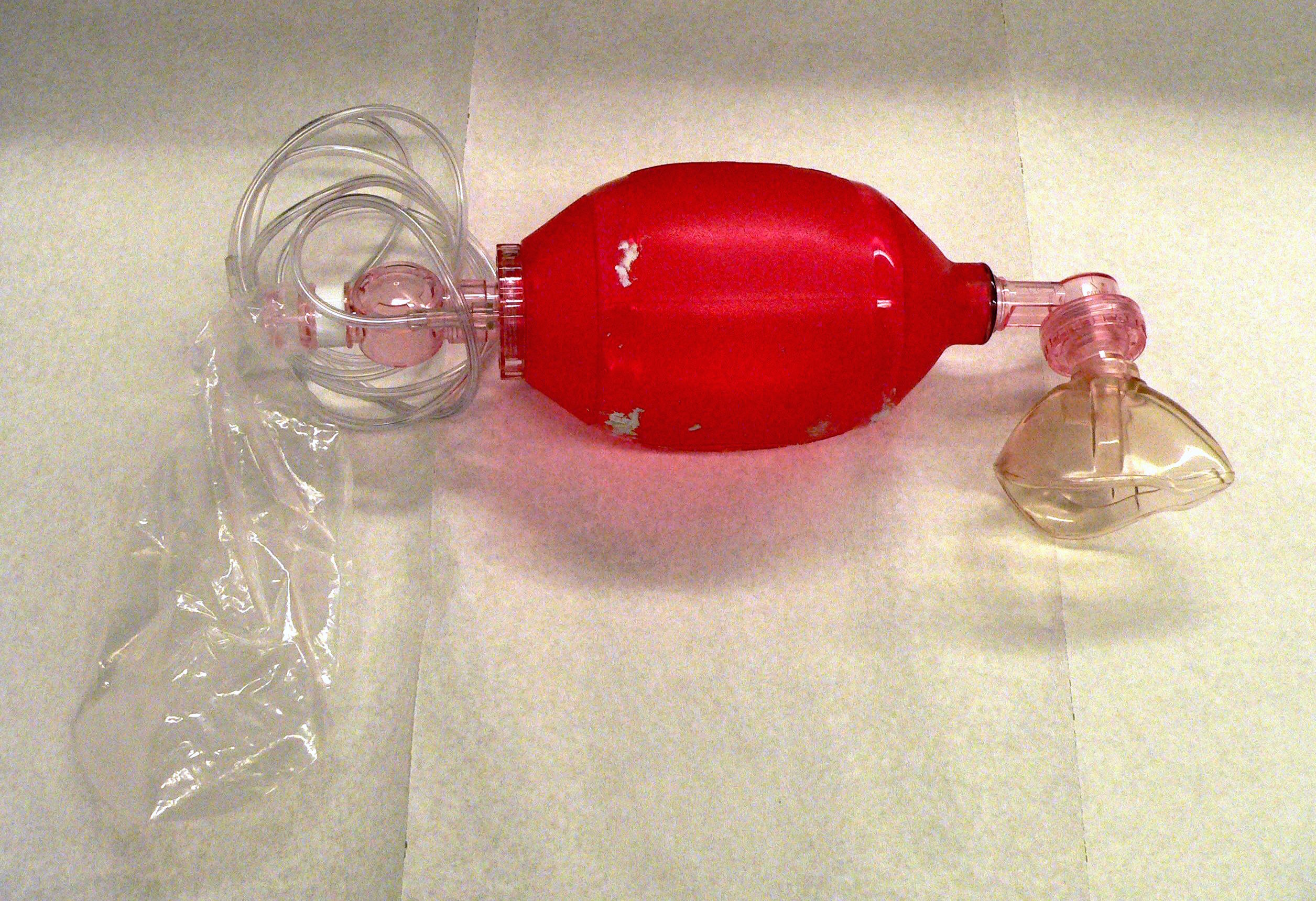
袋瓣罩甦醒球（此為SMART BAG MO產品）

呼吸机有许多不同的样式和方法来呼吸以维持生命。有手动呼吸机，例如袋瓣罩甦醒球和麻醉袋呼吸机，需要用户将呼吸机放在面部或人工气道上，并用手保持呼吸。机械呼吸机是不需要操作员氣力的呼吸机，通常是计算机控制或气动控制的。机械呼吸机通常需要通过电池或墙壁插座（直流或交流）供电，尽管有一些呼吸机是在气动系统上工作，是不需要电源的。有多种可用于通风的技术，分为两大类（然后是次要的一类），这两类是较早的负压机制技术和较常见的正压类型。
常见的正压机械呼吸机包括有：
1. 运输型呼吸机——这些呼吸机体积小，更坚固，可以气动或通过交流或直流电源供电。
2. 重症监护呼吸机——这些呼吸机更大，通常使用交流电源运行（尽管几乎所有呼吸机都包含电池以促进设施内的运输并在发生电源故障时作为备用）。这种类型的呼吸机通常可以更好地控制各种通气参数（例如吸气上升时间）。许多ICU呼吸机还包含图形以提供每次呼吸的视觉反馈。
3. 新生儿呼吸机（氣泡式持續性正壓呼吸器（CPAP）、高頻噴射呼吸器（HFJV）、高頻振盪呼吸器（HFOV））— 设计时考虑到早产儿，这些是ICU呼吸机的一个专用的次模組，旨在为这些患者提供更小、更精确的通气量和压力。这些可能是传统的或高频率的类型。[48]
4. 正壓呼吸器（PAP）— 这些呼吸机专为非侵入性通气而设计。这包括在家中用于治疗睡眠呼吸暂停或慢性阻塞性肺病等慢性病的呼吸机。

## 呼吸传递机制

### 触发
导致机械呼吸机输送呼吸即是触发。呼吸可以由患者自己呼吸、或是呼吸机操作员按下手动呼吸按钮、或是由呼吸机根据设定的呼吸速率和通气模式触发。

### 循环
循环是导致呼吸从吸气阶段过渡到呼气阶段的原因。当达到设定时间时，或者当根据呼吸类型和设置达到预设流量或在呼吸期间输送的最大流量的百分比时，可以通过机械呼吸机循环呼吸。当达到高压限值等警报条件时，也可以循环呼吸，这是压力调节容积控制的主要策略。

### 限制
限制是指呼吸的控制方式。呼吸可能被限定在一個預先设定的最大回路压力或一個預先设定的最大流量。

### 呼气
机械通气中的呼气，几乎都是完全被动的。呼吸机的呼气阀打开，允许呼气流量，直到达到基线压力(PEEP)。呼气流量由患者因素决定，例如顺应性和抵抗性。

## 作为与呼吸机的连接的人工气道
有多种程序和机械装置可以防止气道塌陷、漏气和误吸：
- 面罩— 在复苏和麻醉下的小手术中，面罩通常足以实现密封以防止空气洩漏。无意识患者的气道通畅可以通过操作下颌或使用鼻咽或口咽气道来维持。这些设计用于分别通过鼻子或嘴，为咽部提供空气通道。佩戴不当的口罩通常会导致鼻樑溃疡，这对一些患者来说是个问题。面罩也用于意识清醒的患者的无创通气。但是，全面罩不能提供防止吸入的保护。在没有足够有创通气能力（或在一些较轻的情况下）的COVID-19流行病中，可以考虑无创通气，[50]但建议为护理人员穿上加压防护服，因为佩戴不当的口罩可能会散发出污染物质气溶胶。[51]
- 气管插管通常用于持续数小时至数周的机械通气。一根管子通过鼻子（鼻气管插管）或嘴（经口气管插管）插入氣管。在大多数情况下，带有充气袖口的管子用于防止泄漏和吸入。带袖套的插管被认为可以提供最好的防止误吸的保护。气管插管不可避免地会引起疼痛和咳嗽。因此，除非患者失去知觉或因其他原因被麻醉，通常会给予镇静药物以提供管子的耐受性。气管插管的其他缺点包括损伤鼻咽或口咽的黏膜内层以及声门下狭窄。
- 声门上呼吸道— 声门上呼吸道（SGA）是位于气管上方和外侧的任何气道装置，可替代气管插管。大多数设备通过充气的面罩或袖带来隔离气管以供氧气输送。较新的设备具有用于抽吸的食道端口或用于管交换的端口以允许插管。声门上气道与气管插管的主要区别在于它们不会阻止误吸。1998年引入喉罩气道（LMA）后，声门上气道装置已成为择期麻醉和紧急麻醉的主流。[52]有许多类型的 SGA 可用，包括食管气管联合管（ETC）、喉管（LT）和过时的食管闭孔气道（EOA）。
- 环甲膜切开术— 對於气管插管已經失败、需要紧急气道處理的患者可能需要一個通过环甲膜上的手术开口插入的气道。这类似于气管切开术，但環甲膜切開術保留用于於紧急處理。[53]
- 气管切开术— 当患者需要数周的机械通气时，气管切开术可能提供最合适的气管通路。气管切开术是通过外科手术创建的进入气管的通道。气管切开插管耐受性良好，通常不需要使用任何镇静药物。对于已患有严重呼吸系统疾病的患者，或任何预计难以摆脱机械通气的患者，即肌肉储备很少的患者，可在治疗期间及早插入气管造口管。
- 咬嘴— 不太常见的接口，不提供防吸入保护。如果患者無法握住它，有带法兰的唇形吸嘴可帮助将它们固定到位。